# Lengua criolla

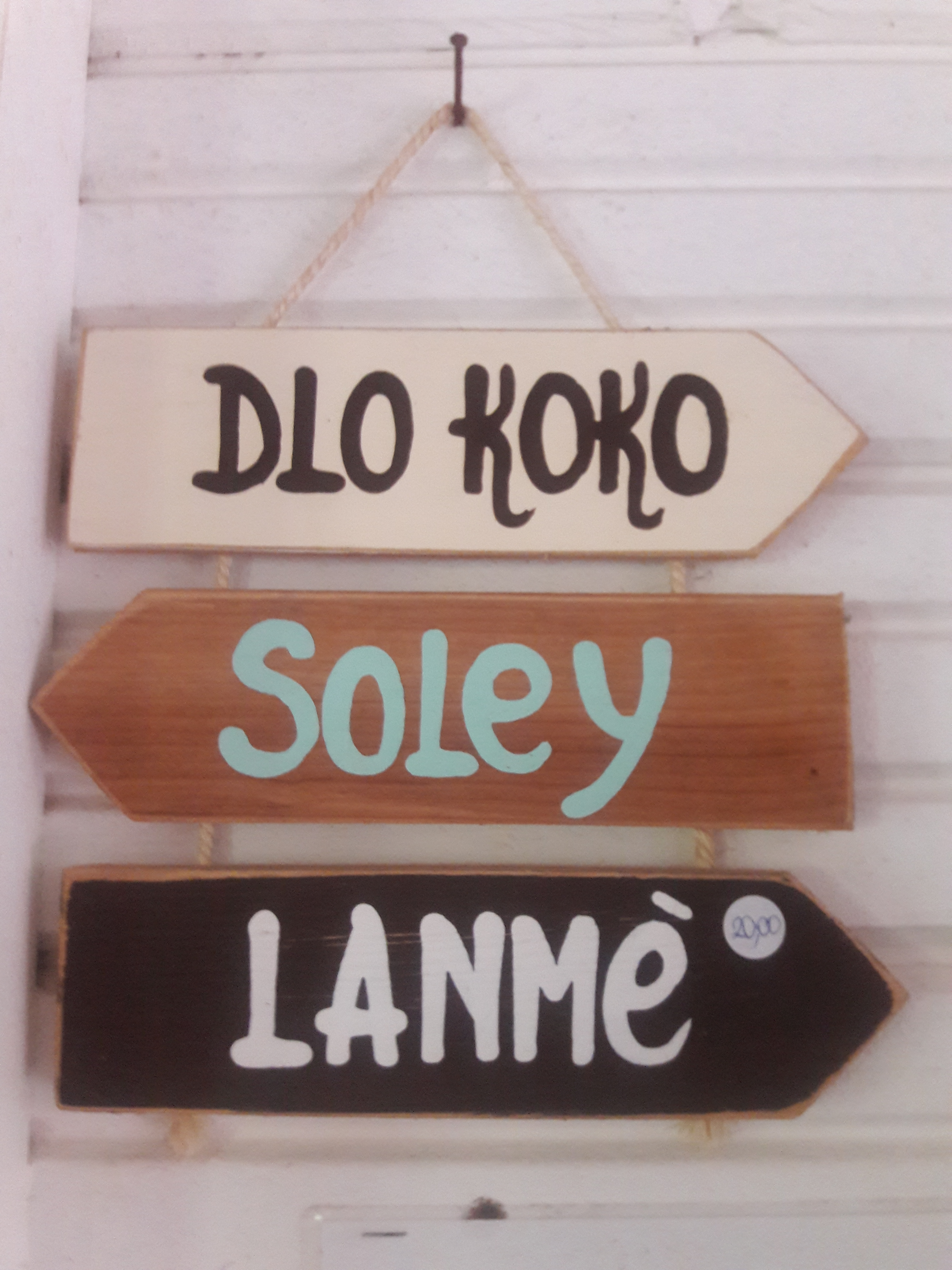
Letreros escritos en criollo antillano:
Dlo koko por de l'eau de coco en francés ("agua de coco");
Soley por soleil en francés ("Sol");
Lanmè por la mer en francés ("El mar").

Una lengua criolla, o, simplemente criollo es una lengua que se desarrolla a partir del proceso de simplificación y mezcla de diferentes idiomas en una nueva forma (a menudo, un pidgin), y luego esa forma se expande y elabora hasta convertirse en un lenguaje completo con hablantes nativos, todo dentro de un período bastante breve de tiempo. Si bien el concepto es similar al de lengua mixta, las lengua criollas a menudo se caracterizan por una tendencia a sistematizar su gramática heredada (por ejemplo, eliminando irregularidades o regularizando la conjugación de verbos que de otro modo serían irregulares). Como cualquier lengua, una lengua criolla se caracteriza por un sistema coherente de gramática, posee un amplio vocabulario estable y los niños la adquieren como lengua materna. Estas tres características distinguen una lengua criolla de un pidgin. La creolística, o creología, es el estudio de las lenguas criollas y, como tal, es un subcampo de la lingüística. 
Se desconoce el número exacto de lenguas criollas, sobre todo porque muchas de ellas están poco documentadas, desde 1500 han surgido unas cien lenguas criollas, basadas predominantemente en lenguas europeas como el inglés y el francés debido a la era de los descubrimientos europeos y la trata de esclavos en el Atlántico que surgió en ese momento. Con las mejoras en la construcción naval y la navegación, los comerciantes tuvieron que aprender a comunicarse con personas de todo el mundo, y la forma más rápida de hacerlo fue desarrollar un pidgin; a su vez, las lenguas criollas completas se desarrollaron a partir de estos pidgins. Además de los criollos que tienen como base lenguas europeas, existen, por ejemplo, criollos basados en el árabe, el chino y el malayo. La hipótesis postula que el inglés desciende de un criollo, de alguna combinación de inglés antiguo, normando, nórdico antiguo y bretón común.
El léxico de una lengua criolla proviene en gran medida de las lenguas madre, en particular la del grupo más dominante en el contexto social de la construcción del criollo. Sin embargo, a menudo hay cambios fonéticos y semánticos claros. Por otro lado, la gramática que ha evolucionado a menudo tiene características nuevas o únicas que difieren sustancialmente de las de las lenguas originales.

## Formación
Existen discrepancias entre los lingüistas sobre la formación de los idiomas criollos. Para los lingüistas Ronald Wardhaugh y Robert A. Hall, Jr., la comunicación adopta inicialmente la forma de un pidgin, una segunda lengua que toma el léxico, muy deformado y simplificado, de la lengua impuesta y que, sin embargo, mantiene una sintaxis propia de las lenguas indígenas. Los hijos y los descendientes de los hablantes perfeccionarán este lenguaje reducido para transformarlo en una lengua más eficiente, en un proceso llamado nativización. Cuando el pidgin nativizado se convierte en su idioma materno, una lengua con una sintaxis más estructurada y un léxico estable y más amplio, se habla entonces de lengua criolla.
Para otros lingüistas, las lenguas criollas serían el resultado de la evolución progresiva de un idioma en contacto con otras lenguas, sin la necesidad de pasar por la etapa de transición del pidgin.

## Ejemplos
Algunas lenguas criollas clasificadas (no por su gramática sino por la lengua de la que procede).
De base inglesa
- Criollo sierraleonés
- Criollo panameño
- Criollo limonense de Costa Rica
- Inglés criollo nicaragüense (o criollo costeño en la Costa Caribe de Nicaragua)
- Criollo sanandresano
- Criollo de las Islas de la Bahía (a veces considerado como un dialecto)
- Misquito de Honduras y Nicaragua
- Criollo beliceño
- Sranan tongo
- Ndyuka
- Dialecto bajan de Barbados
- Criollo jamaicano o patuá
- Criollo de las Islas Caimán (en ocasiones considerado como un dialecto)
- Lengua criolla inglesa de Fernando Poo (pichinglis)
- Tok pisin
- Bislama
- Pitcairnés-norfolkense

De base francesa
- Criollo haitiano
- Criollo antillano
  - Criollo de Guadalupe
  - Criollo de Dominica
  - Criollo francés de Grenada
  - Criollo de las Islas de los Santos
  - Criollo de Martinica
- criollo francés de Santa Lucía
- Criollo francés de Trinidad y Tobago
- Criollo francés de Venezuela
- Criollo de Guayana Francesa
- criollo francés de Luisiana
- Criollo de Agalega
- Criollo chagosiano
- Criollo de Rodrigues
- Criollo reunionés
- Criollo mauriciano
- Criollo seychelense

De base portuguesa
- Criollo caboverdiano
- Criollo de Guinea-Bisáu
- Criollo de las Antillas Neerlandesas (Papiamento)
- Criollo forro
- Criollo angolar
- Criollo annobonense
- Criollo principense

De base española
- Criollo chabacano
- Criollo palenquero
- Yopará

De base neerlandesa
- Antiguo criollo negerhollands de las Islas Vírgenes de los Estados Unidos
- Antiguo holandés mohawk del centro del estado de Nueva York, en Estados Unidos
- Antiguo criollo neerlandés de Nueva Jersey, en Estados Unidos
- Afrikáans de Sudáfrica (a veces considerado criollo)
- Idioma petjo de las Indias Orientales Neerlandesas

De base árabe
- Idioma nubi de Uganda y Kenia
- Árabe yuba

De base japonesa
- Criollo de Yilan, de Taiwán
- Zainichi japonés hablado por coreanos en Japón
- Criollo Ogasawara japonés de base inglesa

De base alemana
- Küchendeutsch, de Namibia, a veces considerado criollo
- Unserdeutsch, de Papúa Nueva Guinea

De base romaní
- Caló, de España, en varias ocasiones considerado un criollo.